# Aqueduc de la Voulzie
L'aqueduc de la Voulzie est une canalisation de transport d'eau potable relevant du réseau d'alimentation en eau potable de Paris. Construit en 1925 pour alimenter la capitale en détournant une partie des eaux de la Voulzie et de ses affluents, il rejoint l'aqueduc du Loing dans la forêt de Fontainebleau, et fournit près d'un quart de l'eau potable de la capitale.

## Caractéristiques
L'aqueduc transporte environ 100 000 m3 d'eau par jour. Ces eaux proviennent des sources de la Voulzie, du Durteint et du Dragon (région de Provins).
En 2005, Paris consommait chaque jour 615 millions de litres d'eau d'eau potable, soit 7,12 mètres cubes par seconde, presque l'équivalent du débit de l'Essonne ou plus que le débit de l'Andelle, ou encore plus de quatre fois le débit de la Voulzie ! Cette énorme quantité est assurée essentiellement par de l'eau de source, et celle-ci est prélevée avant tout dans les bassins de l'Avre normande, de la Vanne bourguignonne et de la Voulzie francilienne. Et il ne s'agit là que de l'eau potable. Pour alimenter totalement la métropole en eau, il faut encore ajouter l'eau non potable pour le nettoyage des voiries, l'eau d'arrosage des arbres et espaces verts, l'eau destinée aux activités industrielles, etc.
La longueur de l'Aqueduc de la Voulzie est de 55,41 km. L'eau de source y est acheminée par simple gravité, à la vitesse de 2,5 km/h. Pour éviter une contamination durant le trajet, une certaine quantité de désinfectant y est adjointe, nécessitant un traitement à son arrivée.

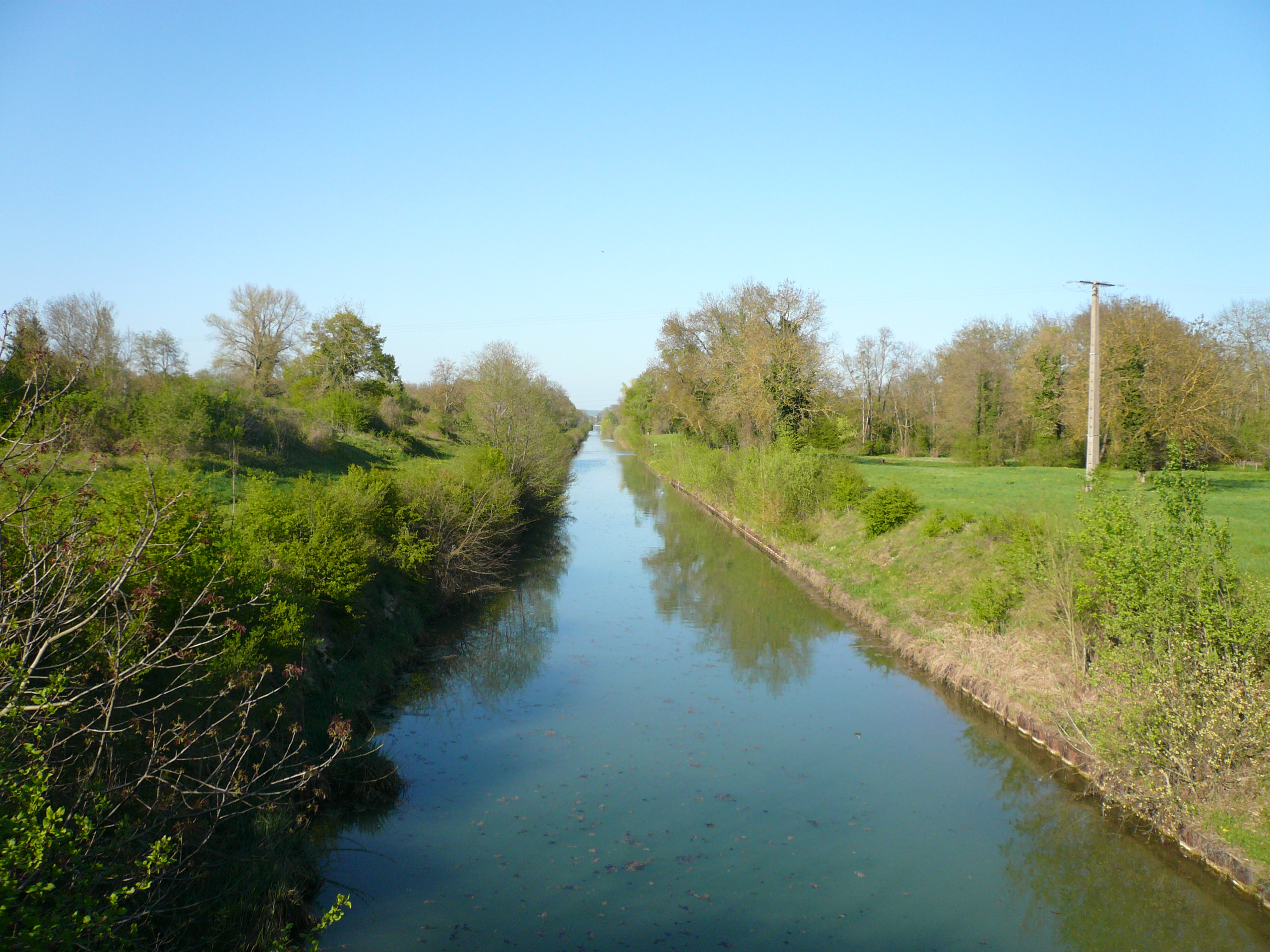
Le canal des Ormes, qui alimente l'usine des Ormes-sur-Voulzie.

Afin de conserver un débit suffisant aux rivières captées, un pompage en Seine permet de redonner aux cours d'eau l'équivalent de ce qui en est prélevé. Le pompage s'effectue à l'usine des Ormes-sur-Voulzie, où l'eau arrive via le canal dit « des Ormes ».